# Жизеле Фаріа
Жизеле Фаріа (порт. Gisele Faria; нар. 16 серпня 1968) — колишня бразильська тенісистка.
Найвищу одиночну позицію світового рейтингу — 353 місце досягла 23 листопада 1987, парну — 163 місце — 21 грудня 1987 року.
Здобула 4 парні титули.

## Фінали ITF

### Одиночний розряд: 0–1
| Результат | Дата           | Турнір                 | Покриття | Суперниця     | Рахунок     |
| --------- | -------------- | ---------------------- | -------- | ------------- | ----------- |
| Поразка   | 6 вересня 1987 | ITF Каракас, Венесуела | Ґрунт    | Андреа Віейра | 6–7(5), 3–6 |

### Парний розряд: 4–0
| Результат | Ранг | Дата            | Турнір                       | Покриття | Партнерка       | Суперниці                            | Рахунок       |
| --------- | ---- | --------------- | ---------------------------- | -------- | --------------- | ------------------------------------ | ------------- |
| Перемога  | 1.   | 6 грудня 1986   | ITF Ріо-де-Жанейро, Бразилія | Ґрунт    | Адріана Флоріду | Лусіана Телла Клаудія Телла          | 4–6, 7–6, 6–2 |
| Перемога  | 2.   | 26 жовтня 1987  | ITF Ріо-де-Жанейро, Бразилія | Ґрунт    | Ніжі Діас       | Лусія Перія Белькіс Родрігес         | 6–3, 6–2      |
| Перемога  | 3.   | 25 вересня 1988 | ITF Медельїн, Колумбія       | Ґрунт    | Лусіана Телла   | Генрієтте К'єр Нільсен Аня Міхайлофф | 0–6, 6–4, 6–3 |
| Перемога  | 4.   | 2 жовтня 1988   | ITF Богота, Колумбія         | Ґрунт    | Лусіана Телла   | Палома Коллантес Алесандра Каул      | 1–6, 6–3, 6–1 |